# Gil Kane
Eli Katz (Riga, Letonia, 6 de abril de 1926 - Miami, Florida, Estados Unidos, 31 de enero de 2000) más conocido por sus seudónimos Gil Kane y Scott Edward, fue un dibujante de cómics, activo desde la década de 1940 hasta la de 1990, que trabajó en las principales compañías del sector en Estados Unidos. 
Kane cocreó las versiones modernas de los superhéroes Linterna Verde y Atom para DC Comics, y a Puño de Hierro, con Roy Thomas, para Marvel Comics. Contribuyó en la creación de varias historietas famosas, como los números 96, 97 y 98 de The Amazing Spider-Man publicados entre mayo y julio de 1971, los cuales, a requerimiento del Departamento de Salud y Servicios Humanos de los Estados Unidos, llevaron a modificar el Comics Code Authority de esa época para que se permitiera abordar la temática del abuso de drogas. En 1968, Kane creó una de las primeras novelas gráficas en los Estados Unidos, His Name is...Savage, y en 1971 le siguió Blackmark.
En 1997, fue incluido en el Salón de la Fama del Cómic de Will Eisner y en el Salón de la Fama Jack Kirby.

## Primeros años y carrera
Kane nació en el seno de una familia judía que emigró a los Estados Unidos en 1929 y se estableció en Brooklyn, Nueva York. Cuando estaba cursando los primeros años del colegio secundario, colaboró en varios proyectos literarios con Norman Podhoretz, quien se convertiría en un prominente escritor y editor. A los dieciséis años de edad, cuando asistía a la School of Industrial Art (más tarde renombrada como High School of Art and Design), comenzó a trabajar en la industria de los cómics como asistente, llevando a cabo tareas básicas como la realización de los bordes de los paneles. 
Durante sus vacaciones de verano de 1942, Kane obtuvo un empleo en MLJ, donde trabajó durante tres semanas y fue despedido. Como recuerda Kane, "En un par de días obtuve un empleo en la agencia de Jack Binder. Binder tenía un departamento en la Quinta Avenida y parecía un campo de prisioneros. Había como cincuenta o sesenta hombres allí, todos trabajando en sus mesas de dibujo. Tenías que rendir cuentas por la cantidad de papel que usaras". Allí fue donde Kane comenzó a trabajar como artista de cómics de manera profesional, pero "No estaban muy felices con lo que hacía. Sin embargo, cuando MLJ me recontrató tres semanas después, no solo me volvieron a poner en el departamento de producción con un aumento, sino que me dieron mi primer trabajo, que fue 'Inspector Bentley of Scotland Yard' en Pep Comics, y después me dieron un número entero de The Shield and Dusty, una de sus principales publicaciones". Kane no tardó en abandonar la escuela para trabajar a tiempo completo.

## Edad de Plata
Durante los años siguientes, Kane trabajó para aproximadamente doce estudios y editores independientes, entre los que se encuentran Timely Comics, predecesor de Marvel Comics, y aprendió técnicas de artistas prominentes como Jack Kirby y Joe Simon. Interrumpió su carrera por un breve período de tiempo para enlistarse en el ejército durante la Segunda Guerra Mundial, donde combatió en el teatro de operaciones en el Pacífico. En los años de posguerra, cuando volvió a la industria de los cómics, usó varios seudónimos, como "Pen Star" y "Gil Stack" antes de establecerse como Gil Kane.
A finales de la década de 1950, Kane trabajó como artista independiente para DC Comics. Allí, contribuyó en varias obras que formaron parte de lo que los fanes e historiadores denominan la Edad de Plata de los comic-books e ilustró numerosas historietas protagonizadas por superhéroes revitalizados (basados vagamente en los personajes similares de la década de 1940), entre los que se destaca Linterna Verde, al cual dibujó durante más de setenta y cinco números, y Atom. Kane también diseñó a Los Jóvenes Titanes, un equipo de superhéroes adolescentes, y sobre finales de la década de 1960 desarrolló historietas de corta duración, como Hawk and Dove, y el personaje Captain Action, basado en la figura de acción. También trabajó como artista independiente para Marvel Comics, donde creó varias historietas de Hulk en Tales to Astonish, bajo el seudónimo "Scott Edward".
Debido a las dificultades económicas que tenía en la época, Kane comenzó a aceptar tantos trabajos como le fuera posible, y a medida que su carga de trabajo fue creciendo tuvo que contratar a otros artistas para que finalizaran sus bocetos. En la década de 1960, bajo el seudónimo Scott Edwards, Kane desarrolló la historieta de espionaje T.H.U.N.D.E.R. Agents para Tower Comics y la tira "Tiger Boy" para Harvey Comics. A principios de la década siguiente, fue contratado por Marvel y comenzó a trabajar como el artista regular de The Amazing Spider-Man, en reemplazo de John Romita Sr; a lo largo de la década, se convirtió en el artista de cubiertas más prominente de la compañía y consiguió estabilidad financiera.  En alguna ocasión empleó a Howard Chaykin como negro.
En 1971, Kane y el editor y guionista Stan Lee crearon un arco narrativo de tres números en The Amazing Spider-Man (96 a 98) que se convirtió en el primer desafío a la entidad reguladora de la industria de los cómics, la Comics Code Authority, desde su creación en 1954. El código prohibía que se mencionaran las drogas, incluso en un contexto negativo. Sin embargo, Lee y Kane crearon una historia antidrogas concebida a requerimiento del Departamento de Salud y Servicios Humanos de los Estados Unidos, y cuando no recibió la aprobación del Comic Code Authority, Marvel publicó los números sin el sello de la entidad en las portadas. Los cómics tuvieron tal éxito de crítica y ventas que se decidió modificar el código. Otro hecho destacado en la carrera de Kane con Spider-Man fue el arco narrativo "La noche en que murió Gwen Stacy", en los números 121 y 122 de junio y julio de 1973, en el cual Gwen Stacy (la novia de Spider-Man) y el villano recurrente Green Goblin son asesinados, una ocurrencia muy poco usual en la época. 
Junto al guionista Roy Thomas, Kane ayudó a revisar la versión de Marvel Comics del Capitán Marvel, y relanzaron a Adam Warlock, un personaje ya existente. Kane y Thomas cocrearon al superhéroe Puño de Hierro y al vampiro Morbius.

## Nuevos formatos
En 1968, Kane concibió el argumento e ilustró una novela gráfica de cuarenta páginas, con formato de historieta, titulada His Name is... Savage. Archie Goodwin, bajo el seudónimo Robert Franklin, escribió el guion, y Adventure House Press publicó la novela; en 1971 le siguió la novela de ciencia ficción Blackmark, publicada por Bantam Books. Algunos historiadores consideran que Blackmark fue la primera novela gráfica de los Estados Unidos, ya que el término no se usaba en esa época; en la contraportada de la edición del trigésimo aniversario (ISBN 1-56097-456-7) se la denomina, de manera retroactiva, "la primera novela gráfica estadounidense". Lo haya sido o no, Blackmark es una historia en forma de cómic de 119 páginas, con globos y epígrafes, publicada en un formato de libro tradicional. Es también la primera novela con un personaje original heroico y aventurero, concebido especialmente para este formato.
A finales de la década de 1960, Kane adquirió temporalmente los derechos de la publicación del personaje de pulp Conan el Bárbaro, creado por Robert E. Howard, para intentar revivir el personaje en un formato de revista, al estilo de Savage. Sin embargo, no consiguió financiación para el proyecto, y los derechos le fueron devueltos a los herederos de Howard. Cuando Marvel Comics registró el personaje, en 1970, el guionista Roy Thomas consideró a Kane o a John Buscema para que fueran los artistas del comic book; aunque Kane dejó claro que quería el trabajo, el editor Lee lo consideraba muy valioso por sus ilustraciones de portadas como para permitirle que dedicara mucho tiempo a un proyecto cuyo futuro comercial era incierto. Finalmente, Kane ilustró a Conan el Bárbaro cuando ya se había convertido en uno de los éxitos de Marvel.

## Últimos años
Durante las décadas de 1970 y 1980, Kane diseñó varios personajes de Hanna-Barbera y de las series animadas de Ruby-Spears. En 1977, creó la tira de prensa Star Hawks con el guionista Ron Goulart, empleando en ocasión a Howard Chaykin como negro.  Esta tira, que se publicó hasta 1981, se destacó por su uso experimental de un formato en dos partes durante los primeros años. A principios de la década de 1980, trabajó con Curt Swan en los cómics de Superman, y también contribuyó a la serie animada de 1988. Al año siguiente, Kane ilustró una adaptación en formato de historieta de la ópera mitológica El anillo del nibelungo, de Richard Wagner.
Continuó trabajando como artista hasta su muerte, causada por unas complicaciones derivadas de un linfoma. Le sobrevivieron su segunda esposa, Elaine; sus hijos Scott, Eric y Beverly; y sus dos nietas. Fue sepultado en Aventura, Florida, donde residía.

## Premios
Kane recibió varios premios a lo largo de su vida, incluyendo el Premio de la National Cartoonist Society al mejor comic book en 1971, 1972 y 1975 y el premio a la mejor tira en 1977 por Star Hawks. También recibió el Premio Shazam en 1971, en reconocimiento especial por Blackmark, su novela gráfica en formato de libro. Ingresó en el Salón de la Fama de los Premios Eisner y en el Salón de la Fama Jack Kirby de los Premios Harvey en 1997.

## Homenajes
En In Darkest Night, una historia de la Liga de la Justicia, se incluyeron homenajes para Kane y para el escritor John Broome: en el cómic se menciona el Instituto Kane/Broome de Estudios Espaciales en Ciudad Costera. En el episodio "In Brightest Day", de Superman The Animated Series, el restaurante Gil's fue nombrado en honor a él. En Green Lantern: Emerald Knights, aparece una galaxia llamada Broome Kane, también en honor a ambos. 

## Obras
Ha ilustrado las siguientes obras:

### DC
- Action Comics (Superman) #539-541, 544-546, 551-554 (1983–84), 642 (cuatro páginas) (1989), 715 (1995); (Linterna Verde) #601-605 (1988)
- All-Star Western #3-4, 6, 8 (1970–71)
- Atari Force #3, 5 (1982–83)
- Atom #1-37 (1962–68)
- Batman #208 (1969)
- Batman: Legends of the Dark Knight #24-26 (1991–92)
- Blue Beetle #22 (1988)
- Captain Action #2-5 (1968–69)
- DC Challenge #4 (1986)
- DC Comics Presents (Rex the Wonder Dog) #35 (1981); (Superman & Shazam!) Anual #3 (1984)
- Detective Comics (Batman & Robin) #371, 374 (1968); (Elongated Man) #368, 370, 372-373 (1967–68); (Batgirl) #384-385, 388-389, 392-393, 396, 401, 406-407 (1969–71); (Robin) #390-391, 394, 398-399, 402-403 (1969–70); (Catwoman) #520 (1982)
- Doomsday Anual #1 (1995)
- Flash #195, 197-199 (1970)
- Forbidden Tales of Dark Mansion #13 (1973)
- Linterna Verde, vol. 2, #1-61, 68-75 (1960–70), #156 (1982); (Green Lantern Corps) #177 (1984)
- Green Lantern Corps #223-224 (1988)
- Hawk and the Dove #3-5 (1968–69)
- House of Mystery #180, 184, 196 (1969–71); 253 (1977), 300 (1982)
- Liga de la Justicia #200 (seis páginas)(1982)
- Legends of the DC Universe (Linterna Verde & Atom) #28-29 (2000)
- Metal Men #30-31 (1968)
- Plastic Man #1 (1966)
- Power of Shazam! #14, 19 (junto con Joe Staton) (1996)
- Ring of the Nibelung #1-4 (miniserie) (1989–90)
- Secret Origins (Blue Beetle) #2; (Midnight) #28 (1986–88)
- Showcase (Green Lantern) #22-24; (Atom) #34-36 (1959–62)
- Static #31 (1996)
- Star Spangled War Stories #169 (1973)
- Strange Adventures (Adam Strange) #222 (1970)
- Superman, vol. 1, (Fabulous World of Krypton) #367, 375; (Superman 2021) #372 (1982)
- Superman, vol. 2, #99, 101-103 (1995)
- Superman: Blood of My Ancestors (junto con John Buscema) (2003, póstumo)
- Superman: Distant Fires (1998)
- Superman: The Wedding Album (entre otros artistas) (1996)
- Superman Special (serie anual) #1-2 (1983–84)
- Sword of the Atom #1-4 (miniserie) (1983)
- Tales of the Green Lantern Corps Anual #1 (1985)
- Tales of the Wilderness Sea (1986)
- Los Jóvenes Titanes #19, 22-24 (1969)
- Time Warp #2 (1979)
- Vigilante #12-13 (1984)
- Weird Mystery Tales #10 (1974)
- Weird Western Tales #15, 20 (1972–73)
- The Witching Hour #12 (1970)
- World's Finest Comics (Flecha Verde & Canario Negro) #282-283; (Shazam!) #282 (1982)

### Marvel
- Amazing Spider-Man #89-92; 96-105; 120-124; 150; Anual #10 (1970–75), Anual #24 (1990)
- Astonishing Tales (Ka-Zar) #11,15 (1972)
- Capitán América #145 (junto con John Romita Sr) (1972)
- Capitán Marvel #17-21 (1969–70)
- Conan el Bárbaro #17-18 (1972); #127-134 (1981–82)
- Creatures on the Loose (Gullivar Jones) #16-17 (1972)
- Daredevil #141, 146-148, 151 (1977–78)
- Deadly Hands of Kung Fu (Sons of the Tiger) #23 (1976)
- Fear (Morbius) #12 (1973)
- Ghost Rider #21 (1976)
- Giant-Size Conan #1-4 (1974–75)
- Inhumans #5-7 (1976)
- John Carter, Warlord of Mars #1-10 (1977–78)
- Journey into Mystery, vol. 2, #1-2 (1972)
- Jungle Action, vol. 2 (Pantera Negra) #9 (1974)
- Marvel Comics Presents (Two-Gun Kid) #116 (1992)
- Marvel Fanfare (Mowgli) #9-11 (1983)
- Marvel: Heroes & Legends #2 (1997)
- Marvel Premiere (Adam Warlock) #1-2; (Puño de Hierro) #15 (1972–74)
- Marvel Preview (Blackmark) #17 (1979)
- Marvel Team-Up (equipo de Spider-Man) #4-6, 13-14, 16-19, 23 (1972–74)
- Marvel Two-in-One (equipo de The Thing) #1-2 (1974)
- Micronauts #38, 40-45 (1982)
- Monsters Unleashed #3 (1973)
- Savage Sword of Conan #8, 47, 63-65, 67, 85-86 (1975–83)
- Savage Tales (Conan) #4 (junto con Neal Adams) (1974)
- Scarlet Spider #1 (1995)
- Peter Parker, the Spectacular Spider-Man #63 (1995)
- Tales of Suspense (Capitán América) #88-91 (1967)
- Tales to Astonish (Hulk) #89-91 (1967)
- Thor #318 (1982)
- Vampire Tales (Morbius) #5 (1974)
- Warlock #1-5 (1972–73)
- Web of Spider-Man Anual #6 (1990)
- Werewolf by Night #11-12 (1975)
- What If? (Avengers) #3, (Spider-Man) #24 (1977–80)